# Gianni Sartori
Gianni Sartori (* 2. Dezember 1946 in Pozzoleone) ist ein ehemaliger italienischer Bahnradsportler und Weltmeister.
1967 gewann er die Meisterschaft im 1000-Meter-Zeitfahren bei den italienischen Titelkämpfen. Im selben Jahr stellte er einen Weltrekord über die Kilometerdistanz auf. Gianni Sartori wurde 1969 in Antwerpen Weltmeister im 1000-Meter-Zeitfahren auf der Bahn. Im Jahr zuvor hatte er in Rom den dritten Platz in dieser Disziplin belegt. 1968 nahm Sartori an den Olympischen Sommerspielen in Mexiko-Stadt teil und erreichte im 1000-Meter-Zeitfahren den vierten Platz. 1970 und 1971 wurde er nochmals nationaler Meister in seiner Spezialdisziplin. Bei den UCI-Bahn-Weltmeisterschaften 1971 kam er auf den 5. Platz.